# Claude-Paul Taffanel
Claude-Paul Taffanel (16 de setembro de 1844 - 22 de novembro de 1908) foi um flautista francês, diretor e instrutor. Considerado o fundador da Escola Francesa de Flautismo, que dominou muito a composição e a interpretação da flauta durante meados do século XX

## Compositor e escritor
Taffanel foi um fluente compositor de flauta para quinteto de sopro, escrevendo várias peças consideradas parte do repertório padrão atual. Entre elas:
- Andante Pastoral et Scherzettino
- Grande Fantasie (Mignon)
- Fantasie, Themes/ Der Freischutz
- Quintette (para quinteto de ventos)

Escreveu um livro sobre o método para flauta, 17 Grands Exercices Journaliers De Mecanisme, que foi finalizado após sua morte por dois de seus alunos, Louis Fleury e Philippe Gaubert. Ainda hoje, é considerado um dos principais livros de método para flautistas. Gaubert foi o segundo compositor e flautista francês mais conhecido, depois de Taffanel.